# Brachylinga chilensis
Brachylinga chilensis är en tvåvingeart som först beskrevs av Macquart 1840.  Brachylinga chilensis ingår i släktet Brachylinga och familjen stilettflugor. Inga underarter finns listade.